# Wahlkreis Hochtaunus II
Der Wahlkreis Hochtaunus II (Wahlkreis 24) ist ein Landtagswahlkreis in Hessen. Der Wahlkreis umfasst die Städte und Gemeinden Glashütten, Königstein im Taunus, Kronberg im Taunus, Oberursel (Taunus), Schmitten im Taunus, Steinbach (Taunus) und Weilrod aus dem Hochtaunuskreis.
Wahlberechtigt waren bei der letzten Landtagswahl 77.057 der rund 107.000 Einwohner des Wahlkreises. Die Bevölkerungsdichte liegt bei 471 Einwohnern pro km². Der Wahlkreis liegt im „Speckgürtel“ von Frankfurt am Main, auch deshalb zählt der Landkreis zu den einkommensstärksten Kreisen Deutschlands. Der Wahlkreis gilt als CDU- und FDP-Parteihochburg.

## Wahl 2023
| Gegenstand der Nachweisung | Gegenstand der Nachweisung | Erst- stimmen | Erst- stimmen | Zweit- stimmen | Zweit- stimmen |
| Bewerber                   | Partei                     | Anzahl        | %             | Anzahl         | %              |
| -------------------------- | -------------------------- | ------------- | ------------- | -------------- | -------------- |
| Wahlberechtigte            | Wahlberechtigte            | 76.279        | 76.279        | 76.279         | 76.279         |
| Wähler                     | Wähler                     | 54.919        | 54.919        | 54.919         | 72             |
| Ungültige Stimmen          | Ungültige Stimmen          | 711           | 1,3           | 560            | 1,0            |
| Gültige Stimmen            | Gültige Stimmen            | 54.208        | 98,7          | 54.359         | 99,0           |
| davon                      |                            |               |               |                |                |
| Sebastian Sommer           | CDU                        | 20.237        | 37,3          | 21.147         | 38,9           |
| Patricia Peveling          | GRÜNE                      | 9.700         | 17,9          | 9.724          | 17,9           |
| Sebastian Imhof            | SPD                        | 6.642         | 12,3          | 6.079          | 11,2           |
| Peter Lutz                 | AfD                        | 6.593         | 12,2          | 7.037          | 12,9           |
| Stefan Naas                | FDP                        | 5.969         | 11,0          | 5.048          | 9,3            |
| Paul Laslop                | Die Linke                  | 1.062         | 2,0           | 1.061          | 2,0            |
| Andreas Bernhardt          | Freie Wähler               | 2.735         | 5,0           | 1.607          | 3,0            |
|                            | Tierschutzpartei           |               |               | 645            | 1,2            |
|                            | Die PARTEI                 |               |               | 259            | 0,5            |
| Svetlana Jovanov           | Piraten                    | 291           | 0,5           | 140            | 0,3            |
|                            | ÖDP                        |               |               | 77             | 0,1            |
|                            | P. f. schulm. Verjf.       |               |               | 15             | 0,0            |
|                            | V-Partei³                  |               |               | 165            | 0,3            |
|                            | PdH                        |               |               | 76             | 0,1            |
|                            | ABG                        |               |               | 54             | 0,1            |
|                            | APPD                       |               |               | 25             | 0,0            |
| Jutta Köhler               | Basis                      | 408           | 0,8           | 311            | 0,6            |
|                            | DKP                        |               |               | 22             | 0,0            |
|                            | DIE NEUE MITTE             |               |               | 15             | 0,0            |
| Christoph Stürmer          | Volt                       | 571           | 1,1           | 507            | 0,9            |
|                            | Klimaliste                 |               |               | 345            | 0,6            |

## Wahl 2018
| Gegenstand der Nachweisung | Gegenstand der Nachweisung | Wahlkreis- stimmen | Wahlkreis- stimmen | Landes- stimmen | Landes- stimmen |
| Kreiswahlbewerber/in       | Partei                     | Anzahl             | %                  | Anzahl          | %               |
| -------------------------- | -------------------------- | ------------------ | ------------------ | --------------- | --------------- |
| Wahlberechtigte            | Wahlberechtigte            | 77.298             | 100,0              | 77.298          | 100,0           |
| Wähler                     | Wähler                     | 57.196             | 74,0               | 57.196          | 74,0            |
| Ungültige Stimmen          | Ungültige Stimmen          | 982                | 1,7                | 802             | 1,4             |
| Gültige Stimmen            | Gültige Stimmen            | 56.214             | 100,0              | 56.394          | 100,0           |
| davon                      |                            |                    |                    |                 |                 |
| Jürgen Banzer              | CDU                        | 18.815             | 33,5               | 17.917          | 31,8            |
| Henning Groskreutz         | SPD                        | 8.451              | 15,0               | 7.878           | 14,0            |
| Patrica Peveling           | GRÜNE                      | 12.148             | 21,6               | 12.875          | 22,8            |
| Okan Karasu                | LINKE                      | 2.086              | 3,7                | 2.484           | 4,4             |
| Stefan Naas                | FDP                        | 8.057              | 14,3               | 6.572           | 11,7            |
| Paul Beuter                | AfD                        | 5.690              | 10,1               | 5.932           | 10,5            |
| Matthias Pfützner          | PIRATEN                    | 497                | 0,9                | 212             | 0,4             |
| –                          | FREIE WÄHLER               | x                  | x                  | 1.101           | 2,0             |
| –                          | NPD                        | x                  | x                  | 64              | 0,1             |
| –                          | Die PARTEI                 | x                  | x                  | 227             | 0,4             |
| –                          | ÖDP                        | x                  | x                  | 95              | 0,2             |
| –                          | Die Grauen                 | x                  | x                  | 75              | 0,1             |
| –                          | BüSo                       | x                  | x                  | 7               | 0,0             |
| –                          | AD-Demokraten              | x                  | x                  | 18              | 0,0             |
| –                          | Bündnis C                  | x                  | x                  | 39              | 0,1             |
| –                          | BGE                        | x                  | x                  | 50              | 0,1             |
| –                          | Die Violetten              | x                  | x                  | 51              | 0,1             |
| –                          | LKR                        | x                  | x                  | 30              | 0,1             |
| –                          | Menschliche Welt           | x                  | x                  | 31              | 0,1             |
| –                          | Die Humanisten             | x                  | x                  | 69              | 0,1             |
| –                          | Gesundheitsforschung       | x                  | x                  | 49              | 0,1             |
| Louise Zaske               | Tierschutzpartei           | 471                | 0,8                | 545             | 1,0             |
| –                          | V-Partei³                  | x                  | x                  | 71              | 0,1             |

Neben dem direkt gewählten Wahlkreisabgeordneten Jürgen Banzer (CDU), der dem Landtag seit 2008 angehört, wurde der FDP-Direktkandidat Stefan Naas über die Landesliste seiner Partei in das Parlament gewählt.

## Wahl 2013
Zugelassene Kandidaten im Wahlkreis für die Landtagswahl in Hessen 2013:
| Gegenstand der Nachweisung | Gegenstand der Nachweisung | Wahlkreis- stimmen | Wahlkreis- stimmen | Landes- stimmen | Landes- stimmen |
| Kreiswahlbewerber/in       | Partei                     | Anzahl             | %                  | Anzahl          | %               |
| -------------------------- | -------------------------- | ------------------ | ------------------ | --------------- | --------------- |
| Wahlberechtigte            | Wahlberechtigte            | 77.434             | 100,0              | 77.434          | 100,0           |
| Wähler                     | Wähler                     | 61.816             | 79,8               | 61.816          | 79,8            |
| Ungültige Stimmen          | Ungültige Stimmen          | 1.465              | 2,4                | 1.294           | 2,1             |
| Gültige Stimmen            | Gültige Stimmen            | 60.351             | 100,0              | 60.522          | 100,0           |
| davon                      |                            |                    |                    |                 |                 |
| Jürgen Banzer              | CDU                        | 30.272             | 50,2               | 26.377          | 43,6            |
| Manfred Gönsch             | SPD                        | 15.460             | 25,6               | 13.554          | 22,4            |
| Heike Kolter               | FDP                        | 2.938              | 4,9                | 5.777           | 9,5             |
| Norman Dießner             | GRÜNE                      | 6.048              | 10,0               | 7.263           | 12,0            |
| Hans-Dieter Werner         | LINKE                      | 1.949              | 3,2                | 2.129           | 3,5             |
| –                          | FREIE WÄHLER               | x                  | x                  | 488             | 0,8             |
| –                          | NPD                        | x                  | x                  | 314             | 0,5             |
| –                          | REP                        | x                  | x                  | 151             | 0,2             |
| Jörg Witzel                | PIRATEN                    | 1.025              | 1,7                | 904             | 1,5             |
| –                          | BüSo                       | x                  | x                  | 11              | 0,0             |
| –                          | ADd                        | x                  | x                  | 67              | 0,1             |
| –                          | Die Grauen                 | x                  | x                  | 36              | 0,1             |
| Claudia Koch-Brandt        | AfD                        | 2.659              | 4,4                | 3.067           | 5,1             |
| –                          | AVIP                       | x                  | x                  | 44              | 0,1             |
| –                          | LUPe                       | x                  | x                  | 22              | 0,0             |
| –                          | ÖDP                        | x                  | x                  | 75              | 0,1             |
| –                          | Die PARTEI                 | x                  | x                  | 226             | 0,4             |
| –                          | PSG                        | x                  | x                  | 17              | 0,0             |

Jürgen Banzer zog als Gewinner des Direktmandats wieder in den Landtag ein. Es war der Wahlkreis mit der höchsten Wahlbeteiligung in dieser Wahl. Er gehört zu den fünf Wahlkreisen mit der deutlichsten Entscheidung bei den Wahlkreisstimmen.

## Wahl 2009
Wahlkreisergebnis der Landtagswahl in Hessen 2009:
| Gegenstand der Nachweisung | Gegenstand der Nachweisung | Wahlkreis- stimmen | Wahlkreis- stimmen | Landes- stimmen | Landes- stimmen |
| Bewerber                   | Partei                     | Anzahl             | %                  | Anzahl          | %               |
| -------------------------- | -------------------------- | ------------------ | ------------------ | --------------- | --------------- |
| Jürgen Banzer              | CDU                        | 28.223             | 52,9               | 53.621          | 43,9            |
| Manfred Gönsch             | SPD                        | 9.739              | 18,2               | 7.832           | 14,6            |
| Dorothea Henzler           | FDP                        | 7.449              | 13,9               | 11.703          | 21,8            |
| Axel Sager                 | GRÜNE                      | 5.936              | 11,1               | 7.289           | 13,6            |
| Esther Abel                | LINKE                      | 1.675              | 3,1                | 2.017           | 3,8             |
| Kim Nowak                  | REP                        | 423                | 0,8                | 238             | 0,4             |
| –                          | FW                         | –                  | –                  | 515             | 1,0             |
| –                          | NPD                        | –                  | –                  | 182             | 0,3             |
| –                          | PIRATEN                    | –                  | –                  | 243             | 0,5             |
| –                          | BüSo                       | –                  | –                  | 57              | 0,1             |

## Wahl 2008
Bei der Landtagswahl in Hessen 2008 traten folgende Kandidaten an und es ergab das nachstehende Ergebnis:
| Gegenstand der Nachweisung | Gegenstand der Nachweisung   | Wahlkreis- stimmen | Wahlkreis- stimmen | Landes- stimmen | Landes- stimmen |
| Bewerber                   | Partei                       | Anzahl             | %                  | Anzahl          | %               |
| -------------------------- | ---------------------------- | ------------------ | ------------------ | --------------- | --------------- |
| Jürgen Banzer              | CDU                          | 27.785             | 50,5               | 24.980          | 45,2            |
| Manfred Gönsch             | SPD                          | 14.517             | 26,4               | 13.942          | 25,2            |
| Norman Dießner             | GRÜNE                        | 4.670              | 8,5                | 4.500           | 8,1             |
| Dorothea Henzler           | FDP                          | 5.861              | 10,7               | 8.135           | 14,7            |
| Karsten Löw                | REP                          | 712                | 1,3                | 377             | 0,7             |
| –                          | Tierschutzpartei             | –                  | –                  | 269             | 0,5             |
| –                          | BüSo                         | –                  | –                  | 22              | 0,0             |
| –                          | PSG                          | –                  | –                  | 16              | 0,0             |
| –                          | Volksabstimmung              | –                  | –                  | 62              | 00,1            |
| –                          | GRAUE                        | –                  | –                  | 108             | 00,2            |
| Esther Abel                | LINKE                        | 1.442              | 2,6                | 2.024           | 3,7             |
| –                          | Die Violetten                | –                  | –                  | 47              | 0,1             |
| –                          | Familien-Partei Deutschlands | –                  | –                  | 158             | 0,3             |
| –                          | FREIE WÄHLER                 | –                  | –                  | 185             | 0,3             |
| –                          | NPD                          | –                  | –                  | 247             | 00,4            |
| –                          | PIRATEN                      | –                  | –                  | 125             | 0,2             |
| –                          | UB                           | –                  | –                  | 26              | 00,0            |

## Wahl 2003
| Gegenstand der Nachweisung | Gegenstand der Nachweisung | Wahlkreis- stimmen | Wahlkreis- stimmen | Landes- stimmen | Landes- stimmen |
| Bewerber                   | Partei                     | Anzahl             | %                  | Anzahl          | %               |
| -------------------------- | -------------------------- | ------------------ | ------------------ | --------------- | --------------- |
| Wahlberechtigte            | Wahlberechtigte            | 77.111             | 100,0              | 77.111          | 100,0           |
| Wähler                     | Wähler                     | 54.998             | 71,3               | 54.998          | 71,3            |
| Ungültige Stimmen          | Ungültige Stimmen          | 946                | 1,7                | 772             | 1,4             |
| Gültige Stimmen            | Gültige Stimmen            | 54.052             | 100,0              | 28.381          | 100,0           |
| davon                      |                            |                    |                    |                 |                 |
| Brigitte Kölsch            | CDU                        | 31.256             | 57,8               | 28.381          | 52,3            |
| ?                          | SPD                        | 12.718             | 23,5               | 11.049          | 20,4            |
| ?                          | GRÜNE                      | 5.052              | 9,3                | 5.861           | 10,8            |
| Dorothea Henzler           | FDP                        | 4.189              | 10,7               | 7.210           | 13,3            |
| ?                          | REP                        | 593                | 1,1                | 473             | 0,9             |
| –                          | Tierschutzpartei           | –                  | –                  | 312             | 0,6             |
| –                          | DIE FRAUEN                 | –                  | –                  | 143             | 0,3             |
| –                          | PBC                        | –                  | –                  | 63              | 0,1             |
| –                          | DKP                        | –                  | –                  | 66              | 0,1             |
| –                          | ödp                        | –                  | –                  | 84              | 0,2             |
| –                          | BüSo                       | –                  | –                  | 35              | 0,1             |
| –                          | FAG Hessen                 | –                  | –                  | 315             | 0,6             |
| –                          | PSG                        | –                  | –                  | 19              | 0,0             |
| ?                          | Schill                     | 244                | 0,5                | 215             | 0,4             |

## Wahl 1999
Bei der Landtagswahl in Hessen 1999 ergab sich folgendes Ergebnis im Wahlkreis:
| Gegenstand der Nachweisung | Gegenstand der Nachweisung | Wahlkreis- stimmen | Wahlkreis- stimmen | Landes- stimmen | Landes- stimmen |
| Bewerber                   | Partei                     | Anzahl             | %                  | Anzahl          | %               |
| -------------------------- | -------------------------- | ------------------ | ------------------ | --------------- | --------------- |
| Brigitte Kölsch            | CDU                        | 29.098             | 54,0               | 27.061          | 50,0            |
| ?                          | SPD                        | 16.652             | 30,9               | 15.793          | 29,2            |
| ?                          | GRÜNE                      | 3.402              | 6,3                | 4.052           | 7,5             |
| Dorothea Henzler           | FDP                        | 3.489              | 6,5                | 5.227           | 9,7             |
| ?                          | REP                        | 988                | 1,8                | 861             | 1,6             |
| –                          | Tierschutzpartei           | –                  | –                  | 230             | 0,4             |
| –                          | FRAUEN                     | –                  | –                  | 114             | 0,2             |
| –                          | PASS                       | –                  | –                  | 40              | 0,1             |
| –                          | DKP                        | –                  | –                  | 40              | 0,1             |
| –                          | BüSo                       | –                  | –                  | 12              | 0,0             |
| –                          | FWG                        | –                  | –                  | 131             | 0,2             |
| –                          | PBC                        | –                  | –                  | 57              | 0,1             |
| –                          | DHP                        | –                  | –                  | 6               | 0,0             |
| –                          | Naturgesetz                | –                  | –                  | 61              | 0,1             |
| –                          | ödp                        | –                  | –                  | 65              | 0,1             |
| –                          | NPD                        | –                  | –                  | 64              | 0,1             |
| Peter Münch                | BFB-Die Offensive          | 269                | 0,5                | 284             | 0,5             |

## Wahl 1995
Bei der Landtagswahl in Hessen 1995 ergab sich folgendes Ergebnis im Wahlkreis:
| Gegenstand der Nachweisung | Gegenstand der Nachweisung | Wahlkreis- stimmen | Wahlkreis- stimmen | Landes- stimmen | Landes- stimmen |
| Bewerber                   | Partei                     | Anzahl             | %                  | Anzahl          | %               |
| -------------------------- | -------------------------- | ------------------ | ------------------ | --------------- | --------------- |
| ?                          | SPD                        | 15.281             | 28,3               | 14.246          | 26,4            |
| Brigitte Kölsch            | CDU                        | 26.561             | 49,1               | 23.977          | 44,4            |
| ?                          | GRÜNE                      | 5.900              | 10.9               | 6.566           | 12,1            |
| Dorothea Henzler           | FDP                        | 3.735              | 6,9                | 6.706           | 12.4            |
| –                          | ÖDP                        | 222                | 0,4                | 164             | 0,3             |
| –                          | DIE GRAUEN                 | –                  | –                  | 169             | 0,3             |
| ?                          | REP                        | 844                | 1,6                | 810             | 1,5             |
| –                          | BüSo                       | –                  | –                  | 12              | 0,0             |
| –                          | APD                        | –                  | –                  | 141             | 0,3             |
| –                          | DKP                        | –                  | –                  | 40              | 0,1             |
| ?                          | NPD                        | 121                | 0,2                | 110             | 0,2             |
| –                          | DHP                        | –                  | –                  | 20              | 0,0             |
| –                          | f.NEP                      | –                  | –                  | 34              | 0,1             |
| ?                          | Naturgesetz                | 180                | 0,3                | 124             | 0,2             |
| ?                          | BFB                        | 1.030              | 1,9                | 772             | 1,4             |
| –                          | PBC                        | –                  | –                  | 67              | 0,1             |
| ?                          | STATT Partei               | 196                | 0,4                | 104             | 0,2             |

## Wahl 1991
Bei der Landtagswahl in Hessen 1991 ergab sich folgendes Ergebnis im Wahlkreis:
| Gegenstand der Nachweisung | Gegenstand der Nachweisung | Wahlkreis- stimmen | Wahlkreis- stimmen | Landes- stimmen | Landes- stimmen |
| Bewerber                   | Partei                     | Anzahl             | %                  | Anzahl          | %               |
| -------------------------- | -------------------------- | ------------------ | ------------------ | --------------- | --------------- |
| Wilhelm Küchler            | CDU                        | 28.017             | 48,9               | 27.587          | 48,2            |
| Ernst Welteke              | SPD                        | 17.533             | 30,6               | 16.553          | 28,9            |
| ?                          | GRÜNE                      | 3.978              | 6,9                | 5.823           | 10,2            |
| ?                          | FDP                        | 4.312              | 7,5                | 5.695           | 10,0            |
| ?                          | REP                        | 939                | 1,6                | 939             | 1,6             |
| –                          | DIE GRAUEN                 | –                  | –                  | 319             | 0,6             |
| –                          | ÖDP                        | –                  | –                  | 235             | 0,4             |
| –                          | PBC                        | –                  | –                  | 73              | 0,1             |
| Blandine Lohmüller         | Rettet den Taunus          | 2.473              | 4,3                | –               | –               |

## Wahl 1987
Bei der Landtagswahl in Hessen 1987 ergab sich folgendes Ergebnis im Wahlkreis:
| Direktkandidat  | Partei | Stimmen absolut | Stimmen in % |
| --------------- | ------ | --------------- | ------------ |
| Ernst Welteke   | SPD    | 18.115          | 28,9         |
| Wilhelm Küchler | CDU    | 30.722          | 49,0         |
| ?               | FDP    | 6.650           | 10,6         |
| ?               | GRÜNE  | 6.352           | 10,1         |
| ?               | DKP    | 138             | 0,2          |

## Wahl 1983
Bei der Landtagswahl in Hessen 1983 ergab sich folgendes Ergebnis im Wahlkreis:
| Direktkandidat        | Partei | Stimmen absolut | Stimmen in % |
| --------------------- | ------ | --------------- | ------------ |
| Wilhelm Küchler       | CDU    | 27.168          | 44,0         |
| Ernst Welteke         | SPD    | 22.198          | 35,9         |
| Marita Haibach-Walter | GRÜNE  | 4.029           | 6,5          |
| Dieter Fertsch-Röver  | FDP    | 7.613           | 12,3         |
| Heinz Jung            | DKP    | 141             | 0,2          |
| Silvia Schott         | LD     | 522             | 0,8          |
| Hannes Scheibel       | DS     | 42              | 0,1          |
| Jürgen Spahn          | EAP    | 36              | 0,1          |

## Bisherige Abgeordnete
Direkt gewählte Abgeordnete des Wahlkreises Hochtaunus II (bis 1982, Hochtaunuskreis-Süd) waren:
| Jahr | Direktkandidat   | Partei | Erststimmen in % |
| ---- | ---------------- | ------ | ---------------- |
| 2023 | Sebastian Sommer | CDU    | 37,3             |
| 2018 | Jürgen Banzer    | CDU    | 33,5             |
| 2013 | Jürgen Banzer    | CDU    | 50,2             |
| 2009 | Jürgen Banzer    | CDU    | 52,9             |
| 2008 | Jürgen Banzer    | CDU    | 50,5             |
| 2003 | Brigitte Kölsch  | CDU    | 57,8             |
| 1999 | Brigitte Kölsch  | CDU    | 54,0             |
| 1995 | Brigitte Kölsch  | CDU    | 49,1             |
| 1991 | Wilhelm Küchler  | CDU    | 48,9             |
| 1987 | Wilhelm Küchler  | CDU    | 49,0             |
| 1983 | Wilhelm Küchler  | CDU    | 44,0             |
| 1982 | Wilhelm Küchler  | CDU    | 50,9             |

## Der Wahlkreis bis 1966
Zwischen 1950 und 1966 bestand gemäß dem hessischen Landtagswahlgesetz vom 18. September 1950 der Wahlkreis 29, der den Obertaunuskreis umfasste. Die Hintertaunusgemeinden des heutigen Wahlkreises waren damals Teil des Wahlkreises 22. Dieser bestand aus dem Landkreis Usingen und einer Reihe von Gemeinden des Landkreises Friedberg.
1946 war das Gebiet des heutigen Wahlkreises Teil des Wahlkreises XIV. Dieser Wahlkreis setzte sich zusammen aus dem damaligen Main-Taunus-Kreis, dem Obertaunuskreis, dem Landkreis Limburg und dem Landkreis Usingen.